# چیلبوسان (امگیونگ شمالی)
چیلبوسان (به لاتین: Chilbosan) یک کوه در کره شمالی است که در استان هامگیونگ شمالی واقع شده‌است.